# 賀茂清茂
賀茂 清茂（かも の きよしげ、1679年12月24日（延宝7年11月22日）- 1754年1月16日（宝暦3年12月23日））は、江戸時代前期から中期の神職、国学者である。家号は中大路。

## 経歴・人物
京都の生まれ。賀茂別雷神社の社官であった中大路清令の後を継ぎ、同神社の神職となった。後に伊藤仁斎や出雲路信直、中原職資から国学を学ぶ。
これによって、伏見宮邦永親王ら皇族に『日本書紀』等の古学を講じた。また同時期に岡本季輔と共に「賀茂三手文庫」を創設したり、仏葬の制度の中で神葬祭や神事の復興に携わる等、享保における神道の再興に貢献した。この業績により、1739年（元文4年）に従四位上に叙された。

## 主な著作物
- 『賀茂郡記類鑑』
- 『往来田訴論記』
- 『清茂県主日記』